# قطعنامه ۲۰۹۱ شورای امنیت
قطعنامهٔ ۲۰۹۱ شورای امنیت سازمان ملل متحد سندی بین‌المللی دربارهٔ وضعیت در سودان است. این قطعنامه طی نشست شورای امنیت سازمان ملل متحد در تاریخ ۱۴ فوریه ۲۰۱۳ میلادی با ۱۵ رأی موافق، ۰ مخالف و ۰ ممتنع به تصویب رسید.